# Эленручей
Эленручей — ручей в России, протекает по территории Кривопорожского и Куземского сельских поселений Кемского района Кемского района Республики Карелии. Длина ручья — 13 км.
Ручей берёт начало из Эленозера на высоте 100,4 м над уровнем моря и далее течёт преимущественно в юго-восточном направлении по заболоченной местности.
Ручей в общей сложности имеет семь малых притоков суммарной длиной 14 км>.
Впадает в реку Летнюю, которая впадает, в свою очередь, в Белое море.
Населённые пункты на ручье отсутствуют.
Код объекта в государственном водном реестре — 02020000712202000002558.